# マジパナリ
マジパナリは、八重山諸島石垣島の川平湾に位置する無人島で、全島が沖縄県石垣市に属する。マジャパナリ、マジバナリなどとも呼ばれ、漢字では真謝離と表記される。

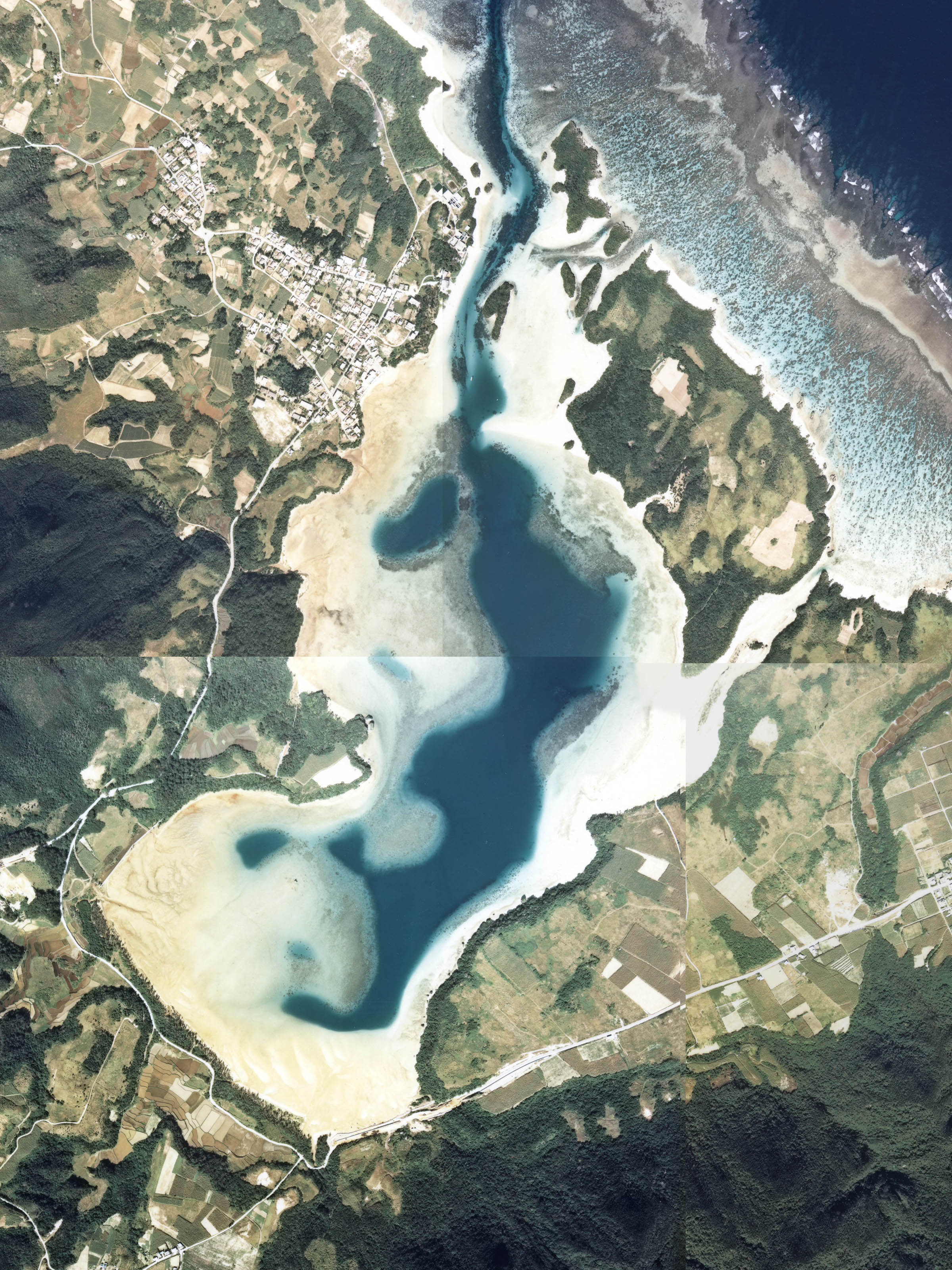
川平湾。湾口の最も北に位置する島がマジパナリである。（1977年度撮影）

川平湾内では川平湾小島に次いで2番目に大きな島で、小島の北側に川平湾の湾口をふさぐように位置する。2007年8月1日の西表石垣国立公園の拡張にあたって、川平湾内の他の小島群とともに第1種特別地域に指定されている。
マジパナリ（真謝離）という名は、沖縄本島の真謝某がこの島に流刑に処せられたことに因むとされる。